# Maizières (Haute-Saône)
Maizières település Franciaországban, Haute-Saône megyében. Lakosainak száma 324 fő (2022. január 1.). Maizières Grandvelle-et-le-Perrenot, Fondremand, Mailley-et-Chazelot, Bourguignon-lès-la-Charité, Fretigney-et-Velloreille és Recologne-lès-Rioz községekkel határos.

## Népesség
A település népességének változása:
| Lakosok száma | 309  | 336  | 381  | 363  | 365  | 372  | 356  | 340  | 324  |
|               | 2013 | 2015 | 2016 | 2017 | 2018 | 2019 | 2020 | 2021 | 2022 |